# كل الباقين
كل الباقين هو فيلم من نوع رومانسية ودراما أُصدر في 9 فبراير 2009. الفيلم من إخراج وسيناريو مارين ادي.

## طاقم التمثيل
- نيكول ماريستشكا
- هانس يوخن فاغنر  [لغات أخرى]‏
- لارس أيدينجر
- بولا هارتمان  [لغات أخرى]‏
- كارينا فايسه
- عاطف فوجل  [لغات أخرى]‏
- بيرجيت مينيشماير

## وصلات خارجية
- كل الباقين على موقع IMDb (الإنجليزية)
- كل الباقين على موقع ميتاكريتيك (الإنجليزية)
- كل الباقين على موقع روتن توميتوز (الإنجليزية)
- كل الباقين على موقع نتفليكس (الإنجليزية)
- كل الباقين على موقع ألو سيني (الفرنسية)
- كل الباقين على موقع Turner Classic Movies (الإنجليزية)
- كل الباقين على موقع أول موفي (الإنجليزية)
- كل الباقين على موقع فيلمافينيتي (الإسبانية)
- كل الباقين على موقع قاعدة بيانات الأفلام السويدية (السويدية)
- كل الباقين على موقع قاعدة بيانات الفيلم (الإنجليزية)